# Inopeplus patkoicus
Inopeplus patkoicus là một loài bọ cánh cứng trong họ Salpingidae. Loài này được Pal miêu tả khoa học năm 1992.